# Oscilación de Kuznets

Una oscilación de Kuznets o ciclo de Kuznets es una onda económica de mediano alcance reivindicada con un período de 15-25 años identificado en 1930 por Simon Kuznets. 
Algunos analistas económicos modernos argumentan que la oscilación de Kuznets refleja un ciclo de 18 años en el valor de la tierra. Fred Harrison argumenta que este ciclo de boom y caída podría ser suavizado o evitado simplemente llevando un impuesto anual en el valor de tierra (Impuesto sobre bienes inmuebles)"
El análisis fue criticado por Howrey en 1968, quien afirmó que el ciclo económico aparentemente encontrado por Kuznets era un artificio del filtro utilizado.  Howrey sugirió que el mismo el patrón cíclico podría ser encontrado en una serie de ruido blanco cuándo se aplicaba el filtro de Kuznets. Aun así, Kuznets afirmó que los cambios pueden ser encontrados en la dinámica de PIB mundial incluso sin la aplicación del filtro.